# Shi (kejsarinna)
Shi, född okänt år, död okänt år, var en kinesisk kejsarinna, gift med kejsar Wang Mang. 
Shi var dotter till Shi Chen, en ämbetsman i tjänst hos kejsaren. Kejsaren gifte sig med henne våren år 23. Han stod då redan inför ett uppror med syftet att återinsätta Handyanstin, men ingick äktenskap som en offentlig demonstration av självförtroende. När rebellerna intog huvudstaden hösten samma år, dog kejsaren under försvaret av kejsarpalatset, och kejsarinnan Shis far lade ned vapnen och överlämnade sig till segrarna men blev trots detta avrättad. Det är inte känt vad som hände med Shi. 